# Tomosvaryella transvaalensis
Tomosvaryella transvaalensis är en tvåvingeart som beskrevs av De Meyer 1993. Tomosvaryella transvaalensis ingår i släktet Tomosvaryella och familjen ögonflugor. Inga underarter finns listade i Catalogue of Life.